# Émile Dottrens
Émile Dottrens (21 juillet 1900 – 29 septembre 1990) est un zoologiste suisse et défenseur de la nature et de l'environnement. Il devient assistant scientifique de zoologie au muséum d'histoire naturelle de Genève en 1942, puis directeur de cette même institution de 1953 à 1969, succédant à Pierre Revilliod. Il a écrit plusieurs articles sur les poissons d'eau douce de Suisse du genre Coregonus. Il a travaillé pour l'UICN, pour la Suisse, l'organisation de la conservation de la nature Pro Natura et du Conseil de l'Europe. Il a été le président de la Commission internationale pour la protection des Alpes (CIPRA) de 1960 à 1968. En outre, il a été membre de l'Académie Suisse des Sciences et de la Société de physique et d'histoire naturelle de Genève. Il dirige la Revue suisse de Zoologie de 1954 à 1969.

## Publications
(Liste incomplète)
- Émile Dottrens, Le grand livre de la pêche et des poissons. 2 volumes, 1952
- Émile Dottrens, Batraciens et Reptiles d'Europe, 1963
- Émile Dottrens, Sur le Lavaret du lac du Bourget Arch, Si. 3, fasc. 3, 1950
- Émile Dottrens, « Acclimatation et hybridation de Corégones », Revue suisse de zoologie, MHNG, vol. 62,‎ 1955, p. 101-118 (ISSN 0035-418X, lire en ligne).
- Émile Dottrens, « Systématiques des Corégones de l’Europe occidentale, basée sur une étude biométrique », Revue suisse de zoologie, MHNG, vol. 66, no 1,‎ avril 1959, p. 1-66 (ISSN 0035-418X, lire en ligne).
- Émile Dottrens et Archibald Quartier, « Les Corégones du lac de Neuchâtel. Étude biométrique », Revue suisse de zoologie, MHNG, vol. 56, no 4,‎ décembre 1949, p. 689-730 (ISSN 0035-418X, lire en ligne).